# Volvicoccus volvifer
Volvicoccus volvifer är en insektsart som först beskrevs av Goux 1945.  Volvicoccus volvifer ingår i släktet Volvicoccus och familjen ullsköldlöss.
Artens utbredningsområde är Frankrike. Inga underarter finns listade i Catalogue of Life.